# نيو توي
 نيو توي هي آلة وترية شعبية قديمة في الصين، وتنتشر في مناطق مأهولة بأبناء قومية دونغ في مقاطعات قوي تشو وقوانغ سي وهو نان. شكل هذه الآلة طويل ويشبه شكل رجل بقرة، لذلك تسمى بآلة «نيو توي» التي تعني في اللغة الصينية «رجل بقرة». وبالمقارنة مع الآلات الوترية الصينية الأخرى تتميز آلة نيو توي بخصائصها، حيث صوتها رفيع وضعيف، حتى مبحوح قليلاً، وتستطيع أن تصاحب غناء الإنسان بشكل جيد، ولها ميزات قومية واضحة وأسلوب محلي مميز.